# Kristian Kjelling
Kristian Cato Walby Kjelling (* 6. September 1980 in Oslo) ist ein ehemaliger norwegischer Handballspieler, der bis 2013 beim dänischen Verein AaB Håndbold spielte. Zur Saison 2013/14 wechselte er zu Bjerringbro-Silkeborg. Im Sommer 2015 kehrte er zum norwegischen Erstligisten Drammen HK zurück. Im Februar 2016 übernahm er zusätzlich das Traineramt von Drammen. Im Dezember 2016 beendete er seine aktive Karriere.
Der Rückraumspieler absolvierte sein erstes Länderspiel für die norwegische Nationalmannschaft am 29. Mai 2001 gegen Schweden. Seitdem trat Kjelling 159-mal für Norwegen an und erzielte dabei 615 Tore.
Kjelling ist Athletenbotschafter der Entwicklungshilfeorganisation Right to Play.

## Erfolge
- norwegischer Vizemeister 2001
- norwegischer Vizepokalsieger 2000
- 2002 Sieger Copa del Rey mit Ademar León
- dänischer Meister 2010, 2013